# V336 Волопаса
V336 Волопаса (лат. V336 Boötis) — одиночная переменная звезда в созвездии Волопаса на расстоянии приблизительно 3909 световых лет (около 1199 парсеков) от Солнца. Видимая звёздная величина звезды — от +12,7m до +12,35m.

## Характеристики
V336 Волопаса — белая пульсирующая переменная звезда типа SX Феникса (SXPHE) спектрального класса A. Радиус — около 2,05 солнечных, светимость — около 14,568 солнечных. Эффективная температура — около 7881 K.